# Fidel Martínez
Fidel Francisco Martínez Tenorio, ou simplement Fidel Martínez, né le 15 février 1990 à Nueva Loja en Équateur, est un footballeur international équatorien au poste de milieu offensif évoluant au Barcelona SC en prêt du Querétaro FC.

## Biographie

### Équipe nationale
Fidel Martínez est convoqué pour la première fois par le sélectionneur national Sixto Vizuete pour un match amical face à l'Iran le 17 décembre 2008. Il honore ainsi sa première sélection en tant que titulaire et se distingue en marquant le seul but du match (victoire 1-0).
En juin 2014, le sélectionneur Reinaldo Rueda annonce que Fidel Martínez est retenu dans la liste des 23 joueurs pour jouer la Coupe du monde 2014 au Brésil.
Il compte 36 sélections et 8 buts avec l'équipe d'Équateur entre 2008 et 2021.

## Palmarès

### En club
- Avec le Deportivo Quito :
  - Champion d'Équateur en 2011

- Avec le Club Tijuana :
  - Champion du Mexique du Tournoi d'ouverture en 2012

### En sélection
- Vainqueur des Jeux panaméricains en 2007

## Statistiques

### Statistiques en club
Le tableau ci-dessous résume les statistiques en match officiel de Fidel Martínez durant sa carrière de joueur professionnel.
| Saison                | Club                    | Championnat           | Championnat | Championnat | Coupe(s) nationale(s) | Coupe(s) nationale(s) | Compétition(s) continentale(s) | Compétition(s) continentale(s) | Compétition(s) continentale(s) | Équateur | Équateur | Total | Total |
| Saison                | Club                    | Division              | M.          | B.          | M.                    | B.                    | Comp.                          | M.                             | B.                             | M.       | B.       | M.    | B.    |
| 2008                  | Cruzeiro                | Serie A               | -           | -           | -                     | -                     | -                              | -                              | -                              | 2        | 1        | 2     | 1     |
| 2009                  | Cruzeiro                | Serie A               | -           | -           | -                     | -                     | -                              | -                              | -                              | -        | -        | 0     | 0     |
| 2010                  | Deportivo Quito         | Serie A               | 7           | 1           | -                     | -                     | -                              | -                              | -                              | -        | -        | 7     | 1     |
| 2011                  | Deportivo Quito         | Serie A               | 28          | 8           | -                     | -                     | CS                             | 2                              | 0                              | -        | -        | 30    | 8     |
| 2012                  | Deportivo Quito         | Serie A               | 11          | 2           | -                     | -                     | CL                             | 8                              | 3                              | -        | -        | 19    | 5     |
| 2012 - 2013           | Club Tijuana            | Primera División      | 20          | 2           | -                     | -                     | CL                             | 10                             | 4                              | -        | -        | 30    | 6     |
| 2013 - 2014           | Club Tijuana            | Primera División      | 31          | 10          | -                     | -                     | LCC                            | 6                              | 1                              | 6        | 1        | 43    | 12    |
| 2014 - 2015           | Universidad Guadalajara | Primera División      | -           | -           | -                     | -                     | -                              | -                              | -                              | -        | -        | 0     | 0     |
| Total sur la carrière | Total sur la carrière   | Total sur la carrière | 97          | 23          | -                     | -                     | -                              | 26                             | 8                              | 8        | 2        | 131   | 33    |

### Buts en sélection
Le tableau suivant liste les résultats de tous les buts inscrits par Fidel Martínez avec l'équipe d'Équateur.